# 韋斯敏斯特 (特拉華州)
韋斯敏斯特（英語：Westminster）是位於美國特拉華州紐卡斯爾縣的一個非建制地區。該地的面積和人口皆未知。

## 地理
韋斯敏斯特的座標為39°45′25″N 75°38′49″W / 39.75694°N 75.64694°W，而該地的平均海拔高度為52米（即171英尺）。